# Sidney (football)
Pour les articles homonymes, voir Sidney et Brito.
Pour l’article ayant un titre homophone, voir Sidnei.
Sidney dos Santos Brito, plus communément appelé Sidney, est un footballeur brésilien né le 16 octobre 1979 dans l'État du Pernambouc.

## Carrière
- 1999 - 2000 :  Ceará SC
- 2001 :  Santa Cruz FC (Recife)
- 2001 - 2004 :  VfL Osnabrück
- 2004 - 2005 :  Rot-Weiss Essen
- 2005 - 2007 :  Energie Cottbus
- 2007 - 2008 :  Kickers Offenbach
- 2009 :  SpVgg Olpe
- 2009-2011 :  Sportfreunde Lotte